# Pomona Corona
Pomona Corona is een corona op de planeet Venus. Pomona Corona werd in 1985 genoemd naar Pomona, de Romeinse godin van de boomvruchten.
De corona heeft een diameter van 315 kilometer en bevindt zich in het quadrangle Snegurochka Planitia (V-1).